# Birch Creek (Yukon River)
Der Birch Creek ist ein etwa 470 Kilometer (Hauptfluss ohne Mündungsarme) langer linker Nebenfluss des Yukon Rivers im Interior des US-Bundesstaats Alaska. Einschließlich Quellflüssen und Upper Mouth beträgt die Gesamtflusslänge 586 km.

## Verlauf
Der Birch Creek entsteht in der Steese National Conservation Area in den Tanana Hills nördlich von Chena Hot Springs am Zusammenfluss von Ptarmigan Creek (rechts, 13 km lang) und Eagle Creek (links, einschl. Quellflüssen 11 km lang). Die ersten Kilometer verläuft der Birch Creek entlang dem Steese Highway. Er fließt zunächst für wenige Kilometer in südlicher, dann in östlicher Richtung, wendet sich dann nach Norden und verläuft dann parallel zum Yukon River, in den er schließlich mit langen Mündungsarmen westlich von Fort Yukon mündet. Der Unterlauf liegt im Yukon Flats National Wildlife Refuge.
Der Birch Creek spaltet sich in zwei Mündungsarme auf. Der nördlich verlaufende Upper Mouth Birch Creek mündet 40 Kilometer südwestlich von Fort Yukon in den Yukon River. Der Lower Mouth Birch Creek fließt südlicher und mündet 62 Kilometer südwestlich von Fort Yukon in den Lower Birch Creek Slough, einem südlichen Seitenarm des Yukon River.

## Name
Benannt wurde der Fluss Mitte des 19. Jahrhunderts von Händlern der Hudson’s Bay Company aus Fort Yukon. Die Bezeichnung der Ureinwohner Alaskas für den Oberlauf ist „Tohwun-nukakat“. Eine Expedition der Western Union Telegraph Company berichtete 1867 von der Bezeichnung „Nocotocargut“, die sich vermutlich auf das Mündungsgebiet bezieht. Seit dem 31. März 1981 heißt der Lower Mouth Birch Creek offiziell K’iidòotinjik River. Seit dem 9. März 2017 heißen der Hauptfluss und der Upper Mouth offiziell Ikhèenjik River.

## Geschichte
1891 wurde Gold im Birch Creek gefunden.

## Naturschutz
380 Kilometer des Birch Creek wurden 1980 durch den Alaska National Interest Lands Conservation Act als National Wild and Scenic River unter der Verwaltung des Bureau of Land Management ausgewiesen. Der geschützte Flussabschnitt beginnt am Oberlauf an der Stelle, wo der Birch Creek am Steese Highway nach Süden abzweigt, und reicht am Mittellauf bis 7 km unterhalb der Einmündung des Crooked Creek. Die 380 Kilometer zählen zur Schutzkategorie „Wild“.